# Championnats du monde juniors d'athlétisme 2014
Navigation
Édition précédente Édition suivante
La 15e édition des championnats du monde juniors d'athlétisme s'est déroulée du 22 au 27 juillet 2014 à Eugene, aux États-Unis, dans le stade Hayward Field.

## Faits marquants
En finale du 110 mètres haies masculin, le Français Wilhem Belocian remporte le titre et devient le premier athlète junior à descendre sous les 13 secondes (haies de 0,99 m), améliorant le record du monde junior en 12 s 99.

## Résultats

### Hommes
| Épreuves                  | Or                                                                                     | Argent                                                                                | Bronze                                                                             |
| ------------------------- | -------------------------------------------------------------------------------------- | ------------------------------------------------------------------------------------- | ---------------------------------------------------------------------------------- |
| 100 m                     | Kendal Williams 10 s 21 (PB)                                                           | Trayvon Bromell 10 s 28                                                               | Yoshihide Kiryū 10 s 34                                                            |
| 200 m vent : + 2,3 m/s    | Trentavis Friday 20 s 04                                                               | Ejowvokoghene Oduduru 20 s 25                                                         | Michael O'Hara 20 s 31                                                             |
| 400 m                     | Machel Cedenio 45 s 13 (WJL)                                                           | Nobuya Katō 46 s 17 (SB)                                                              | Abbas Abubakar Abbas 46 s 20                                                       |
| 800 m                     | Alfred Kipketer 1 min 43 s 95 (WJL)                                                    | Joshua Masikonde 1 min 45 s 14 (PB)                                                   | Andreas Almgren 1 min 45 s 65 (NJR)                                                |
| 1 500 m                   | Jonathan Sawe 3 min 40 s 02 (SB)                                                       | Abdi Waiss Mouhyadin 3 min 41 s 38                                                    | Hillary Ngetich 3 min 41 s 61 (SB)                                                 |
| 5 000 m                   | Yomif Kejelcha 13 min 25 s 19 (PB)                                                     | Yasin Haji 13 min 26 s 21 (PB)                                                        | Moses Letoyie 13 min 28 s 11                                                       |
| 10 000 m                  | Joshua Cheptegei 28 min 32 s 86                                                        | Elvis Cheboi 28 min 35 s 20                                                           | Nicholas Kosimbei 28 min 38 s 68                                                   |
| 110 m haies 99,0 cm       | Wilhem Belocian 12 s 99 (WJR)                                                          | Tyler Mason 13 s 06 (AJR)                                                             | David Omoregie 13 s 35                                                             |
| 400 m haies               | Jaheel Hyde 49 s 29 (WJL)                                                              | Ali Khamis Khamis 49 s 55 (NJR)                                                       | Tim Holmes 50 s 07                                                                 |
| 3 000 m steeple           | Barnabas Kipyego 8 min 25 s 57                                                         | Titus Kibiego 8 min 26 s 15                                                           | Evans Rutto Chematot 8 min 32 s 61 (PB)                                            |
| 10 000 m marche           | Daisuke Matsunaga 39 min 27 s 19 (CR)                                                  | Diego García 39 min 51 s 59 (NJR)                                                     | Paolo Yurivilca 40 min 2 s 07                                                      |
| 4 × 100 m                 | États-Unis Jalen Miller Trayvon Bromell Kendal Williams Trentavis Friday 38 s 70 (WJL) | Japon Takuya Kawakami Yoshihide Kiryū Yūki Koike Masaharu Mori 39 s 02 (SB)           | Jamaïque Raheem Robinson Michael O'Hara Edward Clarke Jevaughn Minzie 39 s 12 (SB) |
| 4 × 400 m                 | États-Unis Josephus Lyles Tyler Brown Ricky Morgan Michael Cherry 3 min 3 s 31 (WJL)   | Japon Julian Jrummi Walsh Kaisei Yui Takamasa Kitagawa Nobuya Katō 3 min 4 s 11 (AJR) | Jamaïque Twayne Crooks Martin Manley Nathon Allen Jaheel Hyde 3 min 4 s 47 (SB)    |
| Saut en hauteur           | Mikhail Akimenko 2,24 m (PB)                                                           | Dzmitry Nabokau 2,24 m (PB)                                                           | Woo Sang-hyeok 2,24 m (PB)                                                         |
| Triple saut               | Lázaro Martínez 17,13 m (CR)                                                           | Max Heß 16,55 m (PB)                                                                  | Mateus de Sá 16,47 m (NJR)                                                         |
| Saut en longueur          | Wang Jianan 8,08 m                                                                     | Lin Qing 7,94 m                                                                       | Shōtarō Shiroyama 7,83 m                                                           |
| Saut à la perche          | Axel Chapelle 5,55 m (WJL)                                                             | Daniil Kotov 5,50 m (PB)                                                              | Oleg Zernikel 5,50 m (PB)                                                          |
| Lancer du poids 6 kg      | Konrad Bukowiecki 22,06 m (WJL)                                                        | Denzel Comenentia 20,17 m (PB)                                                        | Braheme Days 20,01 m                                                               |
| Lancer du disque 1,750 kg | Martin Marković 66,94 m (WJL)                                                          | Henning Prüfer 64,18 m (PB)                                                           | Sven Martin Skagestad 63,21 m                                                      |
| Lancer du marteau 6 kg    | Ashraf Amgad el-Seify 84,71 m (WJL)                                                    | Bence Pásztor 79,99 m                                                                 | Ilya Terentyev 76,31 m                                                             |
| Lancer du javelot         | Gatis Čakšs 74,04 m (PB)                                                               | Matija Muhar 72,97 m                                                                  | Andrian Mardare 72,81 m                                                            |
| Décathlon junior          | Jiří Sýkora 8 135 pts (CR)                                                             | Cedric Dubler 8 094 pts (AJR)                                                         | Tim Nowak 7 980 pts (NJR)                                                          |

### Femmes
| Épreuves          | Or                                                                                         | Argent                                                                                     | Bronze                                                                                       |
| ----------------- | ------------------------------------------------------------------------------------------ | ------------------------------------------------------------------------------------------ | -------------------------------------------------------------------------------------------- |
| 100 m             | Dina Asher-Smith 11 s 23                                                                   | Ángela Tenorio 11 s 39                                                                     | Kaylin Whitney 11 s 45                                                                       |
| 200 m             | Kaylin Whitney 22 s 82                                                                     | Iréne Ekelund 22 s 97                                                                      | Ángela Tenorio 23 s 15                                                                       |
| 400 m             | Kendall Baisden 51 s 85                                                                    | Gilda Casanova 52 s 59                                                                     | Olivia Baker 53 s 00                                                                         |
| 800 m             | Margaret Wambui 2 min 0 s 49 (PB)                                                          | Sahily Diago 2 min 2 s 11                                                                  | Georgia Wassall 2 min 2 s 71                                                                 |
| 1 500 m           | Dawit Seyaum 4 min 9 s 86                                                                  | Gudaf Tsegay 4 min 10 s 83                                                                 | Sheila Keter 4 min 11 s 21 (PB)                                                              |
| 3 000 m           | Mary Cain 8 min 58 s 48 (PB)                                                               | Lilian Rengeruk 9 min 0 s 53                                                               | Valentina Mateiko 9 min 0 s 79 (PB)                                                          |
| 5 000 m           | Alemitu Heroye 15 min 10 s 08                                                              | Alemitu Hawi 15 min 10 s 46 (PB)                                                           | Agnes Tirop 15 min 43 s 12                                                                   |
| 100 m haies       | Kendell Williams 12 s 89 (CR)                                                              | Dior Hall 12 s 92 (PB)                                                                     | Nadine Visser 12 s 99 (NJR)                                                                  |
| 400 m haies       | Shamier Little 55 s 66                                                                     | Shona Edwards 56 s 16 (NJR)                                                                | Jade Miller 56 s 22 (PB)                                                                     |
| 3 000 m steeple   | Ruth Jebet 9 min 36 s 74                                                                   | Rosefline Chepngetich 9 min 40 s 28 (PB)                                                   | Daisy Jepkemei 9 min 47 s 65 (SB)                                                            |
| 4 × 100 m         | États-Unis Teahna Daniels Ariana Washington Jada Martin Kaylin Whitney 43 s 46 (WJL)       | Jamaïque Sashalee Forbes Kedisha Dallas Saqukine Cameron Natalliah Whyte 43 s 97 (SB)      | Allemagne Lisa Marie Kwayie Lisa Mayer Gina Lückenkemper Chantal Butzek 44 s 65 (SB)         |
| 4 × 400 m         | États-Unis Shamier Little Olivia Baker Shakima Wimbley Kendall Baisden 3 min 30 s 42 (WJL) | Royaume-Uni Shona Richards Loren Bleaken Sabrina Bakare Cheriece Hylton 3 min 32 s 00 (SB) | Allemagne Laura Müller Hannah Mergenthaler Laura Gläsner Ann-Kathrin Kopf 3 min 33 s 02 (SB) |
| 10 000 m marche   | Anežka Drahotová 42 min 47 s 25 (WJR)                                                      | Na Wang 44 min 02 s 64 (PB)                                                                | Ni Yuanyuan 44 min 16 s 72 (PB)                                                              |
| Saut en longueur  | Akela Jones 6,34 m                                                                         | Nadia Akpana Assa 6,31 m                                                                   | Maryse Luzolo 6,24 m                                                                         |
| Saut en hauteur   | Morgan Lake 1,93 m                                                                         | Michaela Hrubá 1,91 m (NJR)                                                                | Irina Ilieva 1,88 m                                                                          |
| Triple saut       | Rouguy Diallo 14,44 m                                                                      | Liadagmis Povea 14,07 m                                                                    | Li Xiaohong 14,03 m                                                                          |
| Saut à la perche  | Alena Lutkovskaya 4,50 m (CR)                                                              | Desiree Freier 4,45 m (AJR)                                                                | Eliza McCartney 4,45 m (NJR)                                                                 |
| Lancer du poids   | Guo Tianqian 17,71 m                                                                       | Raven Saunders 16,63 m                                                                     | Emel Dereli 16,55 m                                                                          |
| Lancer du disque  | Izabela da Silva 58,03 m (WJL)                                                             | Valarie Allman 56,75 m                                                                     | Navjeet Kaur Dhillon 56,36 m (PB)                                                            |
| Lancer du javelot | Ekaterina Starygina 56,85 m (SB)                                                           | Sofi Flinck 56,70 m                                                                        | Sara Kolak 55,74 m                                                                           |
| Lancer du marteau | Al'ona Shamotina 66,05 m                                                                   | Réka Gyurátz 64,68 m                                                                       | Iliána Korosídou 63,67 m                                                                     |
| Heptathlon        | Morgan Lake 6 148 pts (PB)                                                                 | Yorgelis Rodríguez 6 006 pts                                                               | Nadine Visser 5 948 pts                                                                      |

## Tableau des médailles
| Rang | Nation             | Or | Argent | Bronze | Total |
| ---- | ------------------ | -- | ------ | ------ | ----- |
| 1    | États-Unis         | 11 | 5      | 5      | 21    |
| 2    | Kenya              | 4  | 5      | 7      | 16    |
| 3    | Éthiopie           | 3  | 3      | -      | 6     |
| 4    | Royaume-Uni        | 3  | 2      | 1      | 6     |
| 5    | Russie             | 3  | 1      | 2      | 6     |
| 6    | France             | 3  | -      | -      | 3     |
| 7    | Chine              | 2  | 2      | 2      | 6     |
| 8    | République tchèque | 2  | 1      | -      | 3     |
| 9    | Cuba               | 1  | 4      | -      | 5     |
| 10   | Japon              | 1  | 3      | 2      | 6     |
| 11   | Jamaïque           | 1  | 2      | 3      | 6     |
| 12   | Bahreïn            | 1  | 1      | 2      | 4     |
| 13   | Brésil             | 1  | -      | 1      | 2     |
| 13   | Croatie            | 1  | -      | 1      | 2     |
| 15   | Barbade            | 1  | -      | -      | 1     |
| 15   | Lettonie           | 1  | -      | -      | 1     |
| 15   | Pologne            | 1  | -      | -      | 1     |
| 15   | Qatar              | 1  | -      | -      | 1     |
| 15   | Trinité-et-Tobago  | 1  | -      | -      | 1     |
| 15   | Ouganda            | 1  | -      | -      | 1     |
| 15   | Ukraine            | 1  | -      | -      | 1     |
| 22   | Allemagne          | -  | 2      | 5      | 7     |
| 23   | Suède              | -  | 2      | 1      | 3     |
| 24   | Hongrie            | -  | 2      | -      | 2     |
| 25   | Pays-Bas           | -  | 1      | 2      | 3     |
| 26   | Australie          | -  | 1      | 1      | 2     |
| 26   | Équateur           | -  | 1      | 1      | 2     |
| 26   | Norvège            | -  | 1      | 1      | 2     |
| 29   | Biélorussie        | -  | 1      | -      | 1     |
| 29   | Djibouti           | -  | 1      | -      | 1     |
| 29   | Espagne            | -  | 1      | -      | 1     |
| 29   | Nigéria            | -  | 1      | -      | 1     |
| 29   | Slovénie           | -  | 1      | -      | 1     |
| 29   | Grèce              | -  | -      | 1      | 1     |
| 29   | Inde               | -  | -      | 1      | 1     |
| 29   | Corée du Sud       | -  | -      | 1      | 1     |
| 29   | Moldavie           | -  | -      | 1      | 1     |
| 29   | Nouvelle-Zélande   | -  | -      | 1      | 1     |
| 29   | Pérou              | -  | -      | 1      | 1     |
| 29   | Turquie            | -  | -      | 1      | 1     |
|      | Total              | 44 | 44     | 44     | 132   |